# BETASOM

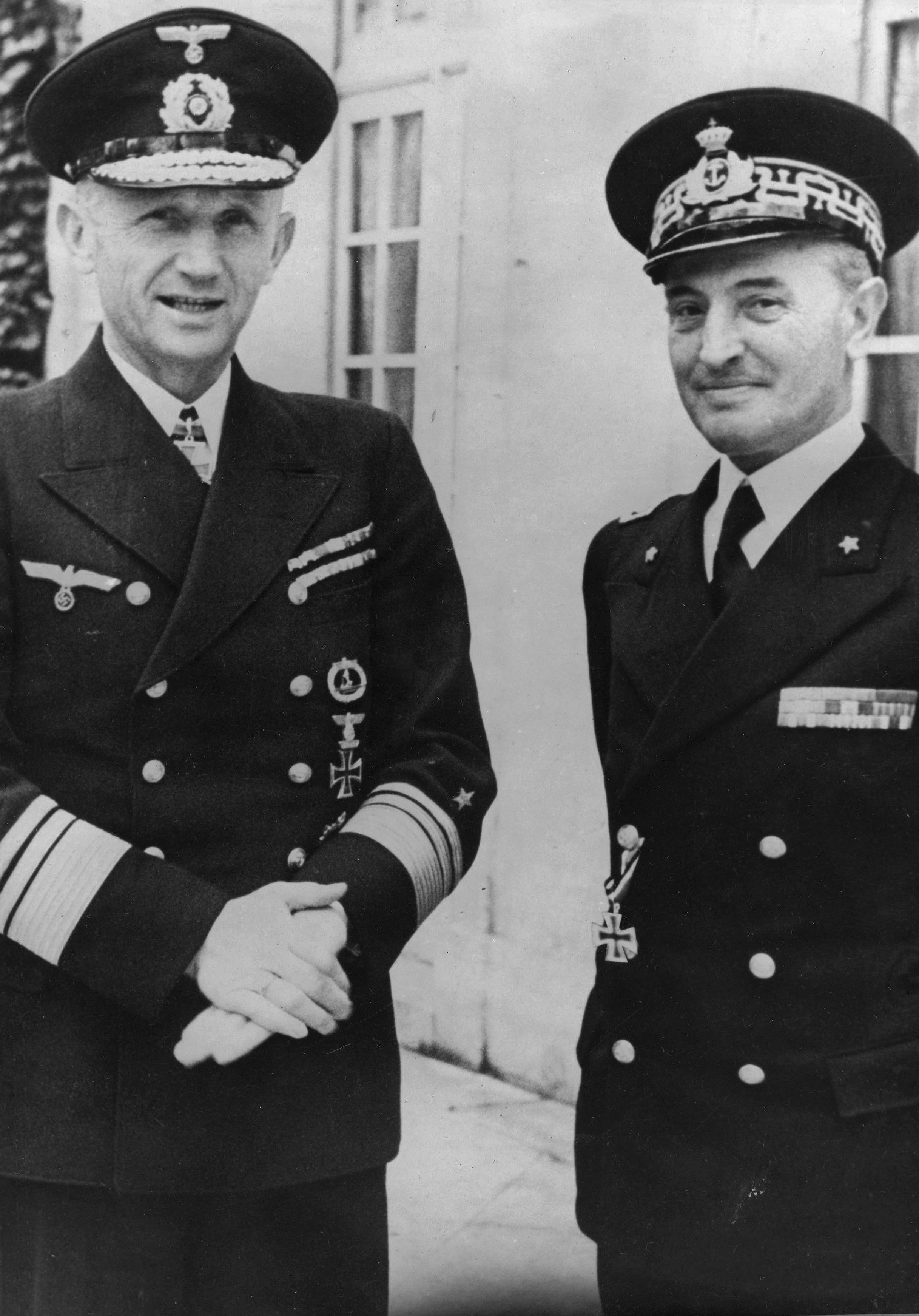
Итальянский адмирал Анжело Парона с Карлом Дёницем

BETASOM (от итальянского акронима Bordo и Sommergibile (итал.: субмарина)) — основная база подводных лодок Королевских ВМС Италии, созданная во французском Бордо во время Второй мировой войны. С этой базы итальянские подводные лодки приняли участие в битве за Атлантику с 1940 по 1943 на стороне стран Оси, развернув кампанию по противостоянию судам союзников.

## Создание
Сотрудничество военно-морских сил стран Оси началось после подписания Стального пакта в июне 1939 года во время встречи в  Фридрихсхафене (Германия) и соглашения по обмену технической информацией. После итальянского вторжения во Францию и падения Франции итальянский ВМФ расположил базу подводных лодок в Бордо, который был в немецкой зоне оккупации. Итальянцам были выделены сектора Атлантики для патрулирования к югу от Лиссабона. База была открыта в августе 1940 года, а в 1941 году был захвачен французский пассажирский корабль Де Грасс, который был использован как плавучая база  до возвращения правительства Виши в июне 1942 года. Адмирал Анжело Парона с августа 1940 по сентябрь 1941 года командовал базой подводных лодок в BETASOM под контролем контр-адмирала Карла Дёница. Затем, с сентября 1941 по декабрь 1942 года Парону сменил Ромоло Полаккини, а с декабря 1942 по сентябрь 1943 года Энцо Гросси. Дёниц был «командующим подводных лодок» (Befehlshaber der Unterseeboote) немецкого Кригсмарине. Около 1600 человек были расположены в BETASOM.
База была способна вместить до тридцати подводных лодок, имела сухие доки и два бассейна, связанные шлюзами. В береговых казармах была размещена охрана в 250 человек из полка Сан-Марко.
Ниже приведён список итальянских подводных лодок, базировавшихся в Бордо, их результаты в Битве за Атлантику и дальнейшая судьба.
Субмарины, прибывшие из Средиземного моря в сентябре-декабре 1940 года:
- Malaspina — 6 выходов, 3 потопленных судна союзников общим водоизмещением 16 384 тонны. Пропала в сентябре 1941 года.
- Barbarigo — 11 выходов, 7 потопленных судов общим водоизмещением 39 300 тонн. Потоплена авиацией союзников в июне 1943 года.
- Dandolo — 6 выходов, 2 потопленных судна общим водоизмещением 6 554 тонны. Вернулась в Италию в июне-июле 1941 года.
- Marconi — 6 выходов, 7 потопленных судов общим водоизмещением 19 887 тонн. Пропала в сентябре 1941 года.
- Finzi — 10 выходов, 5 потопленных судов общим водоизмещением 30 760 тонн. Переделана в транспортную подводную лодку, захвачена немцами после капитуляции Италии в сентябре 1943 года.
- Bagnolini — 11 выходов, 2 потопленных судна общим водоизмещением 6 926 тонн. Переделана в транспортную подводную лодку, захвачена немцами после капитуляции Италии.
- Giuliani — 3 выхода, 3 потопленных судна общим водоизмещением 13 603 тонн. На некоторое время была отправлена в Гдыню, где стала учебной. Захвачена немцами после капитуляции Италии.
- Emo — 6 выходов, 2 потопленных судов общим водоизмещением 10 958 тонны. Вернулась в Италию в августе 1941 года.
- Faa di Bruno — 2 выхода, не потоплен ни один корабль. Пропала октябре 1940 года.
- Tarantini — 2 выхода, не потоплен ни один корабль. Потоплена HMS Thunderbolt 15 декабря 1940 года.
- Torelli — 12 выходов, 7 потопленных судов общим водоизмещением 42 871 тонна. Переделана в транспортную, захвачена немцами после капитуляции Италии.
- Baracca — 6 выходов, 2 потопленных судов общим водоизмещением 8 553 тонны. Потоплена HMS Croome 8 сентября 1941 года.
- Otaria — 8 выходов, 1 потопленное судно водоизмещением 4 662 тонны. Вернулась в Италию в сентябре 1941 года.
- Glauco — 5 выходов, ни одно судно не потоплено. Потоплена HMS Wishart 27 июня 1941 года
- Calvi — 8 выходов, 6 потопленных судов общим водоизмещением 34 193 тонны. Потоплена HMS Lulworth 15 июля 1942 года.
- Argo — 6 выходов, 1 потопленное судно водоизмещением 5 066 тонны. Вернулась в Италию в октябре 1941 года.
- Tazzoli — 9 выходов, 18 потопленных судов общим водоизмещением 86 050 тонн. Переделана в транспорт. Пропала в мае 1943 года.
- Leonardo Da Vinci — самая эффективная итальянская подводная лодка Второй мировой войны.
- Veniero — 6 выходов, 2 потопленных судов общим водоизмещением 4 987 тонны. Вернулась в Италию в августе 1941 года.
- Nani — 3 выхода, 2 потопленных судов общим водоизмещением 1 939 тонн. Пропала в январе 1941 года.
- Cappellini — 12 выходов, 5 потопленных судов общим водоизмещением 31 648 тонны. Переделана в транспорт, захвачена немцами после капитуляции Италии.
- Brin — 5 выходов, 2 потопленных судна общим водоизмещением 7 241 тонны. Вернулась в Италию в августе-сентябре 1941 года.
- Morosini — 9 выходов, 6 потопленных судов общим водоизмещением 40 933 тонны. Пропала в августе 1942 года.
- Marcello — 3 выхода, 1 потопленное судно водоизмещением 1 550 тонны. Пропала в феврале 1941 года.
- Bianchi — 4 выхода, 3 потопленных судна общим водоизмещением 14 705 тонн. Потоплена HMS Tigris 4 июля 1941 года.
- Velella — 4 выхода, ни одно судно не потоплено. Вернулась в Италию в августе 1941 года.
- Mocenigo — 4 выхода, 1 потопленное судно водоизмещением 1 253 тонны. Вернулась в Италию в августе 1941 года.

Субмарины прибывшие из Красного моря летом 1941 года:
- Archimede — 3 выхода, потоплено 2 судна общим водоизмещением 25 629 тонны. Потоплена авиацией союзников 15 апреля 1943 года.
- Guglielmotti — ни одного выхода в Атлантику. Вернулась в Италию в сентябре-октябре 1941 года.
- Ferraris — 1 выход, ни одно судно не потоплено. Потоплена HMS Lamerton 25 октября 1941 года.
- Perla — ни одного выхода в Атлантику. Вернулась в Италию в сентябре-октябре 1941 года.

## Деятельность немецких подводных лодок
Адмирал Карл Дёниц летом 1941 года принял решение о строительстве защитных бункеров для субмарин в Бордо. Строительство началось в сентябре 1941 года. Изготовленный из армированного бетона бункер имел 245 м в ширину, 162 м в длину и 19 м в высоту с крышей над пеналами 5,6 м толщиной и 3,6 м над зоной обслуживания.
15 октября 1942 года на базе BETASOM была сформирована 12-я флотилия подводных лодок немецкой Кригсмарине под командованием корветтен-капитана Клауса Шольца. Первой субмариной, использовавшей бункер в Бордо, стала U-178 17 января 1943 года.

## Окончание функционирования базы
База подвергалась бомбардировкам англичан несколько раз, а также была подвержена нападению во время операции Josephine B в июне 1941 года, когда налёт уничтожил электрическую подстанцию, которая обслуживала базу BETASOM.
После перемирия Италии с союзниками в сентябре 1943 года база была захвачена немцами. Некоторые служащие из итальянского персонала присоединились к немцам независимо от Итальянской социальной республики.
В августе 1944 года в Бордо оставались две последние подводные лодки, за три дня до того, как союзники заняли базу 25 августа. Последние оставшиеся люди из числа персонала немецких ВМС пытались уйти обратно в Германию, но были захвачены американскими силами 11 сентября 1944 года.

## После Второй мировой войны
Во время войны конструкция из армированного бетона бункеров BETASOM выдержала бомбардировки союзников, и после войны было также проблематично снести. В 2010 году после реконструкции примерно 12 000 м² из 42000 м² всего здания открыты для общественности. Сейчас там культурный центр исполнительских искусств, где проводят выставки и вечерние мероприятия.